# Лесьнево-Гурне
Лесьнево-Гурне (пол. Leśniewo Górne) — село в Польщі, у гміні Грудуськ Цехановського повіту Мазовецького воєводства.
Населення — 65 осіб (2011).
У 1975-1998 роках село належало до Цехановського воєводства.

## Демографія
Демографічна структура станом на 31 березня 2011 року:
|          | Загалом | Допрацездатний вік | Працездатний вік | Постпрацездатний вік |
| -------- | ------- | ------------------ | ---------------- | -------------------- |
| Чоловіки | 34      | 8                  | 24               | 2                    |
| Жінки    | 31      | 6                  | 17               | 8                    |
| Разом    | 65      | 14                 | 41               | 10                   |